# Phare de Vesborg
Le phare de Vesborg (en danois : Vesborg Fyr) est un phare au Danemark. Il est situé sur la côte sud de Samsø, à 2-3 km au sud-ouest de Brattingsborg. Il a été construit en 1858 selon les plans de Niels Sigfred Nebelong sur le site où se trouvait Vesborg, et porte le nom du château.
La tour mesure 19 m de haut, mais comme elle se dresse au sommet d’une colline, la lumière est à 36 mètres au-dessus du niveau de la mer. Par temps clair, il est possible de voir la Zélande, la pointe nord de la Fionie, Æbelø, Endelave et une longue partie de la côte est du Jutland depuis le sommet du phare.
Au phare, il y a une poudrière, où se trouve une petite exposition sur les cinq châteaux du Moyen Âge sur Samsø. Le phare appartient à Brattingsborg et est le seul phare de l’île.

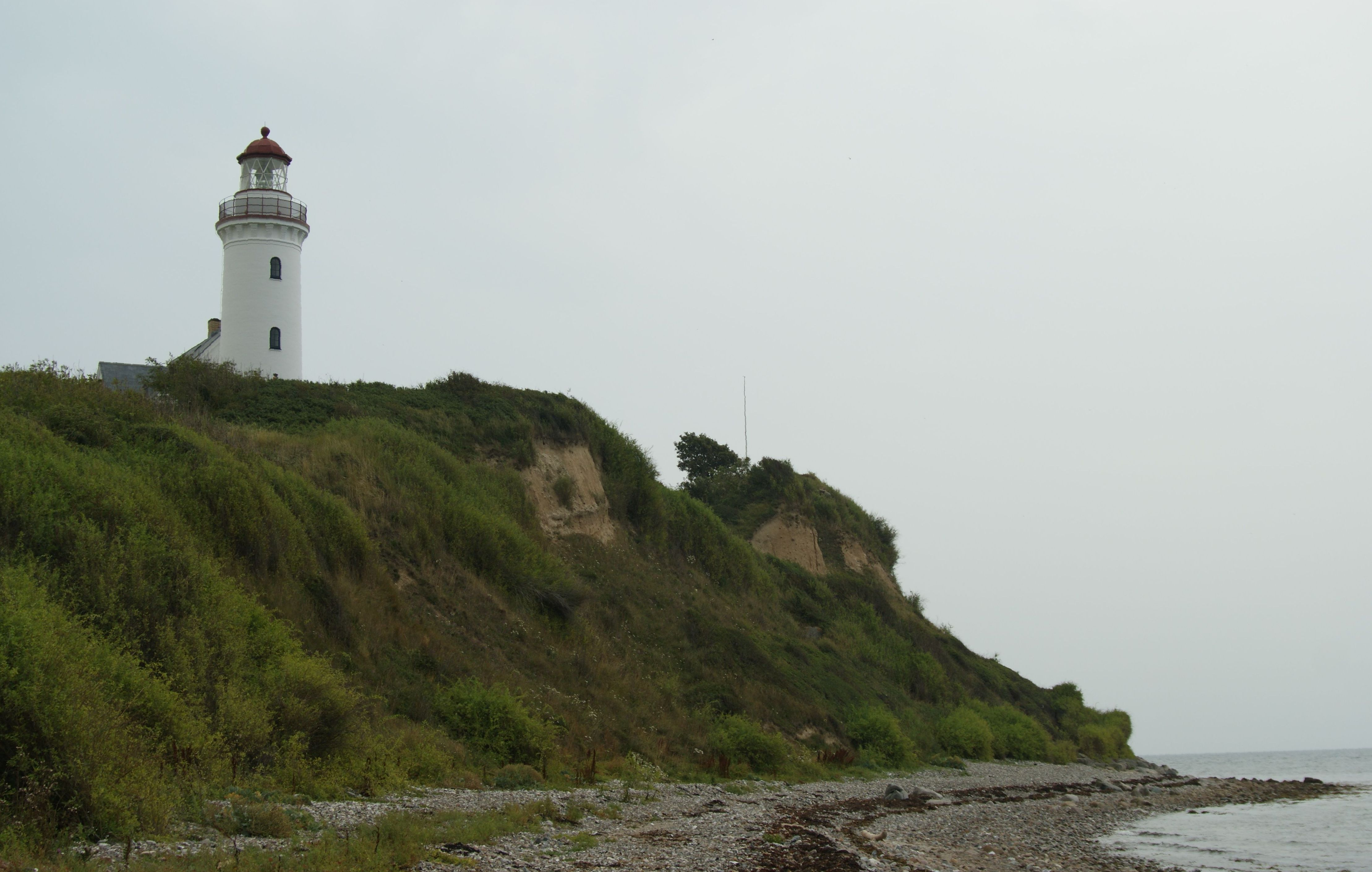
Le phare vu de la plage en contrebas de la falaise
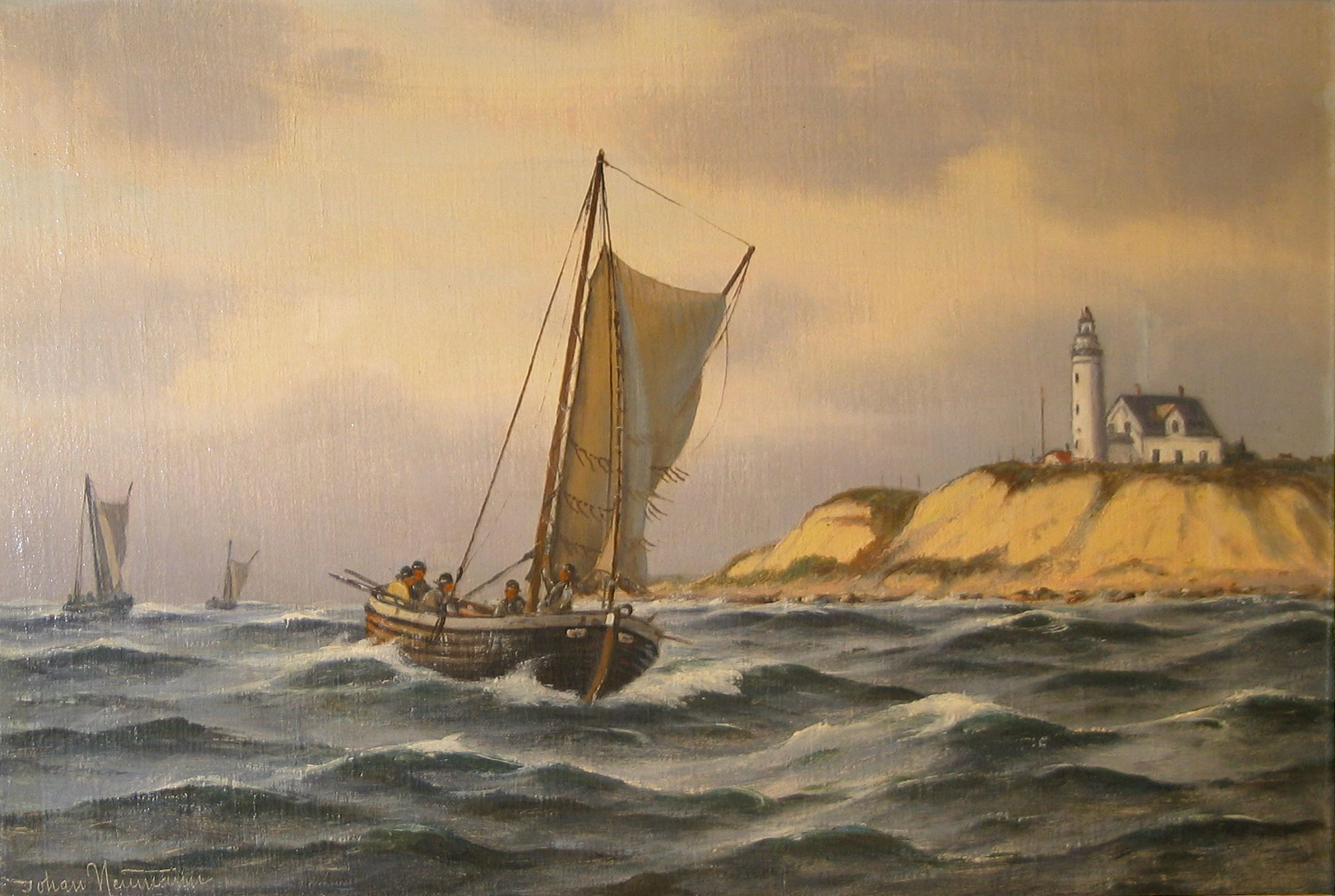
Le phare représenté par le peintre Johan Neumann (1860-1940)